# Simon Orchard
Simon Orchard, född den 9 juli 1986 i Muswellbrook, Australien, är en australisk landhockeyspelare.
Han tog OS-brons i herrarnas landhockeyturnering i samband med de olympiska landhockeytävlingarna 2012 i London.